# سازمان منطقه‌ای مؤسسات عالی حسابرسی آسیا
سازمان نهادهای عالی حسابرسی آسیا، یکی از گروه‌های منطقه‌ای سازمان بین‌المللی موسسات حسابرسی عالی (INTOSAI) می‌باشد. این سازمان در سال ۱۹۷۹ با ۱۱ عضو تأسیس شد؛ اعضای این سازمان شامل اعضای مؤسس و عادی می‌باشد و در حال حاضر ۴۶ عضو دارد. طی نهمین کنگره سازمان بین‌المللی موسسات حسابرسی عالی (INTOSAI) در لیما پایتخت پرو که در سال ۱۹۷۷ برگزار شد، پیشنهاد تأسیس آسوسای توسط آقای تانتیکو نماینده فیلیپین مطرح گردید. در سپتامبر ۱۹۷۸ سران نُه کشور آسیایی که در یک کنگره ای در آلمان شرکت کرده بودند، منشور سازمان نهادهای عالی حسابرسی آسیا (آسوسای) را تصویب و امضا نمودند. در ماه می ۱۹۷۹، اولین مجمع عمومی و جلسه هیئت مدیره در دهلی نو برگزار شد؛ در اولین مجمع عمومی قوانین آسوسای مورد تأیید قرار گرفت.

## اهداف - وظایف
اهداف آسوسای شامل:
1. برای ترویج درک و همکاری میان موسسات عضو از طریق تبادل ایده‌ها و تجارب در زمینه حسابرسی عمومی
2. ارائه امکانات برای آموزش و ادامه تحصیل برای حسابرسان دولتی با توجه به بهبود کیفیت و عملکرد
3. برای خدمت به عنوان یک مرکز اطلاعات و به عنوان یک لینک‌های منطقه ای با موسسات در سایر نقاط جهان در زمینه حسابرسی عمومی
4. برای ترویج همکاری‌های نزدیکتر در بین حسابرسان در خدمت دولتهای نهادهای عضو مربوطه و بین گروه‌های منطقه ای

### وظایف آسوسای شامل
1. تشویق و ترویج تحقیق و انتشار مقالات پژوهشی و مقالات تخصصی در زمینه حسابرسی و زمینه‌های مربوطه
2. سازماندهی کنفرانس‌ها و سمینارها برای تبادل ایده‌ها و تجربیات در زمینه حسابرسی عمومی
3. برای انجام وظایف دیگری که ممکن است در پی اهداف آن ضروری باشد

## ساختار آسوسای
این ساختار شامل: مجمع عمومی، هیئت مدیره، مدیرکل، کمیته حسابرسان، دبیرخانه و دبیرکل می‌شود.

## کشورهای عضو
بحرین،کامبوج، اندونزی، ژاپن، کویت، مالدیو، نپال، پاکستان، روسیه، تاجیکستان، ویتنام، ارمنستان، بنگلادش، قبرس، عراق، اردن، قرقیزستان، موریتانی، نیوزلند، گینه، عربستان، تایلند، یمن، استرالیا، بوتان، گرجستان، ایران، قزاقستان، لائو، مغولستان، عمان، فیلیپین، سنگاپور، ترکیه، آذربایجان، برونئی، هند، اسرائیل، کره جنوبی، مالزی، میانمار، چین، قطر، سریلانکا و امارات متحده عربی می‌باشند.
ریاست آسوسای برای سال‌های ۲۰۱۵ تا ۲۰۱۸ برای نخستین بار از زمان تأسیس به مالزی واگذار شد. انتخاب اعضای هیئت رئیسه آسوسای و کمیته ممیزی برای سال‌های ۲۰۱۵ تا ۲۰۱۸ از برنامه سیزدهمین کنگره دیوان محاسبات کشورهای آسیایی بود.
هیئت ایرانی در قالب مقاله ای اجرای طرح 'سنا' (سامانه نظارت الکترونیکی) در ایران را در یک سمپوزیوم تخصصی برای بررسی چگونگی استفاده از فناوری اطلاعات به منظور توسعه حسابرسی دولتی و افزایش شفافیت مالی ارایه داد. طرح 'سنا' سامانه نظارت الکترونیک دیوان محاسبات کشور است که باعث شناخت به موقع تخلفات و نظارت به هنگام می‌شود. بیش از سه هزار دستگاه اجرایی کشور باید به سامانه سنا متصل شوند. طرح سنا به عنوان یکی از بزرگ‌ترین پروژه‌های فناوری اطلاعات کشور شامل بخش‌های مختلف در شش حوزه نرم‌افزار، مراکز داده، زیرساخت، فرهنگ سازی و آموزش، تدوین قواعد کاری و مدیریت اتصال و امنیت است.